# John Dawes
Pour les articles homonymes, voir John et Dawes.

a Compétitions nationales et continentales officielles uniquement.

b Matchs officiels uniquement.
Sydney John Dawes, né le 29 juin 1940 à Abercarn (pays de Galles) et mort le 16 avril 2021, est un joueur de rugby à XV, sélectionné en équipe du pays de Galles de 1964 à 1971,  au poste de trois-quarts centre. Il est capitaine des Lions britanniques.

## Biographie

### Carrière de joueur
John Dawes dispute son premier test match le 7 mars 1964 contre l'Irlande, et son dernier contre la France France le 27 mars 1971. Il est six fois capitaine de l'équipe du pays de Galles. Il gagne le Tournoi des Cinq Nations en 1964, 1969, 1970 et est le capitaine des Gallois lors du Grand Chelem réalisé en 1971. Cette année-là, Dawes est désigné capitaine des Lions britanniques lors de la tournée en Nouvelle-Zélande. Il dispute 19 matches, dont quatre tests, il est 18 fois capitaine. En club, il joue avec les London Welsh et connaît quatre invitations à jouer avec les Barbarians.

### Carrière d'entraîneur
À sa retraite de joueur, John Dawes devient entraîneur du pays de Galles en 1974 et ce jusqu'en 1979. C'est l'une des périodes les plus fastes de l'histoire du rugby gallois, l'équipe remporte quatre Tournois en 1975, 1976, 1978, et 1979 dont deux Grand Chelems en 1976 et 1978. Il est aussi l'entraîneur des Lions britanniques en tournée en Nouvelle-Zélande en 1977, mais il n'est pas capable de renouveler le succès de 1971. Il est le président actuel des London Welsh et il a écrit plusieurs livres sur le rugby à XV.
John Dawes meurt le 16 avril 2021.

## Palmarès de joueur
- Quatre fois vainqueur du Tournoi des Cinq Nations en 1964, 1969, 1970 et 1971 (Grand Chelem).

## Statistiques en équipe nationale
- 22 sélections
- 12 points (4 essais)
- Sélections par année : 3 en 1964, 4 en 1965, 1 en 1966, 2 en 1968, 3 en 1969, 5 en 1970, 4 en 1971.
- Six Tournois des Cinq Nations disputés : 1964, 1965, 1968, 1969, 1970, 1971.